# إليك كونينغهام
إليك كونينغهام (15 يوليو 1905 - 21 يوليو 1981) (بالإنجليزية: Alec Cunningham)‏ هو لاعب كريكت بريطاني (وحمل سابقاً جنسية المملكة المتحدة لبريطانيا العظمى وأيرلندا).